# Myer Bevan
Myer Stefan Major Bevan (* 23. April 1997 in Auckland) ist ein neuseeländisch-kanadischer Fußballspieler.

## Karriere

### Verein
Anfangs spielte Myer Bevan in der Jugend des Western Springs AFC. Danach war er in der Jugend des Auckland City FC aktiv. Anfang 2016 rückte er in den Kader der ersten Mannschaft auf. In der New Zealand Football Championship debütierte er am 28. Februar 2016 bei einem 4:1-Sieg über WaiBOP United, als er zur 87. Minute für João Moreira eingewechselt wurde.
Zu weiteren Einsätzen in der ersten Mannschaft kam es nicht. Nachdem Bevan zunächst weiter Zeit in der Jugend des Klubs verbracht hatte, zog es ihn im Sommer 2016 nach England in die Nike Academy, in der er sich ein Jahr lang aufhielt. Nachdem die Academy aufgelöst worden war, ging es für ihn nach Kanada, wo er in der Zweitmannschaft der Vancouver Whitecaps einen Platz im Kader bekam. Hier debütierte er Ende Juni 2017 in der USL Championship. Ende 2017 bekam er einen Platz im Kader des MLS-Teams, blieb hier aber ohne Einsatz und wurde im März 2018 zum Husqvarna FF nach Schweden verliehen. Bei dem Drittligisten kam er zu acht Einsätzen, erzielte zwei Treffer und gab eine Torvorlage. Im Sommer des Jahres kehrte er nach Kanada zurück und wurde bis Ende November 2018 an den kalifornischen Verein Fresno FC verliehen.
Seine Zeit in Nordamerika endete nach der Saison 2018 und Bevan kehrte nach Neuseeland zurück, wo er nun erst einmal beim Western Springs AFC unterkam. Im September 2019 kehrte zu Auckland City zurück, wurde Stammspieler in der Liga und bekam auch Einsätze in der OFC Champions League. Nach der Saison 2020 schloss er sich dem südafrikanischen Klub TS Galaxy an. In der laufenden Saison 2020/21 kam er lediglich zu Kurzeinsätzen und kehrte nach Saisonende nach Auckland zurück. Hier blieb er erneut nur kurz und kehrte Anfang 2022 ein weiteres Mal nach Kanada zurück, wo er diesmal beim Premier League Klub Cavalry FC unterschrieb. Bei diesem kam er zu einigen Einsätzen und erreichte in der Saison 2023 das Play-off-Finalspiel, in dem man sich dem Forge FC geschlagen geben musste.
Seit September 2024 steht Bevan wieder, zum mittlerweile vierten Mal, bei Auckland City unter Vertrag und beendete mit seinem Team die laufende Saison 2024 als neuseeländischer Meister.

### Nationalmannschaft
Mit der neuseeländischen U20 nahm Bevan an der U20-Ozeanienmeisterschaft 2016 teil, bei der er in seinen fünf Einsätzen vier Tore erzielte – davon eines beim 5:0-Finalsieg über Vanuatu. Im nächsten Jahr folgte die Teilnahme an der U20-Weltmeisterschaft 2017, bei der er in allen vier Spielen seiner Mannschaft zum Startaufgebot gehörte. Seine beiden Treffer in dem Turnier gelangen ihm beim 3:1-Gruppenspielsieg über Honduras.
Ein paar Jahre später gehörte Bevan der U23-Auswahl an und erzielte bei der U23-Ozeanienmeisterschaft 2019 in fünf Partien zwölf Tore. Fünf davon erzielte er beim 12:0-Sieg über Amerikanisch-Samoa, bei dem er erst zur zweiten Halbzeit eingewechselt wurde. Vier dieser Treffer erzielte er in den letzten 15 Minuten der regulären Spielzeit.
Sein Debüt für die A-Nationalmannschaft von Neuseeland gab er bereits am 1. September 2017, als er bei einem 6:1-Sieg über die Salomonen in einem Play-off-Spiel der Qualifikation für die Weltmeisterschaft 2018 zur 74. Minute für Kosta Barbarouses eingewechselt wurde. Beim 2:2-Unentschieden im Rückspiel erzielte er in der 14. Minute sein erstes Länderspieltor.